# C'est un souvenir de décembre
Pour plus de détails, voir Fiche technique et Distribution.
C'est un souvenir de décembre (Once Upon a Wintertime) est un court métrage d'animation américain réalisé par Walt Disney Productions, sorti initialement le 27 mai 1948, comme une séquence du film Mélodie Cocktail, puis seul le 17 septembre 1954.

## Synopsis
Cette histoire se déroule à Saint-Moritz, en Suisse. Un couple part en traîneau pour patiner.

## Fiche technique
- Titre original : Once Upon a Wintertime
- Autres titres[3] :
  - France : C'est un souvenir de décembre
  - Suède : En Vintersaga, Walt Disneys israpsodi
- Réalisateur : Hamilton Luske
- Scénario : Art Scott
- Voix : Frances Langford (elle-même)
- Animateur : Hal King, Eric Larson, John Lounsbery, Harvey Toombs
- Layout : Don Griffith, Kendall O'Connor
- Décor : Art Riley
- Effets d'animation : George Rowley
- Producteur : Walt Disney
- Production : Walt Disney Pictures
- Distributeur : RKO Radio Pictures
- Dates de sortie :
  - États-Unis Dans Mélodie cocktail : 27 mai 1948
  - États-Unis Seul : 17 septembre 1954[2]
- Format d'image : Couleur (Technicolor)
- Son : Mono
- Musique : Al Sack[3], Bobby Worth & Ray Gilbert[2]
- Durée : 8 minutes
- Langue : (en)
- Pays de production :  États-Unis

## Voix françaises

### 1erdoublage (1951)
- Camille Guérini : le narrateur

### 2edoublage (1995)
- Georges Caudron : le narrateur
- Marie Myriam : la chanteuse soliste

## Commentaires
C'est un souvenir de décembre est une représentation proche d'une carte postale qui prend vie avec des personnages et des décors délibérément exagérés, réalisée sous la direction d'Hamilton Luske. Les actions et la romance d'un couple, un jeune homme et une jeune femme patinant sur un lac gelé sont mis en parallèle avec un couple de lapins. Le couple a pour prénom Joe et Jenny. L'histoire est en réalité un flashback, un souvenir remémoré par le couple comme le laisse penser le cadre photographique visible sur une table d'une maison victorienne à la commencement et la fin de la séquence avec le couple légèrement plus âgé. La trame du scénario reprend plusieurs éléments de Mickey patine (1935). Le film comprend d'autres couples ou paires d'animaux tels que les chevaux, les écureuils ou les mésanges. Graphiquement, on peut noter des ressemblances avec le film Cendrillon alors en production au niveau des chevaux ou des tons des décors. Beck note que le travail de Mary Blair est très visible sur le style et les couleurs de cette séquence ainsi que sur Johnny Pépin-de-Pomme. L'inspiration de Blair pour les décors stylisés mais plats est selon Beck à relier avec les œuvres de l'impressionniste Anna Mary Robertson Moses surnommées Grandma Moses, avec par exemple le paysage hivernal de Sugaring Off (1943). Toutefois Maltin note que dans les longs métrages précédents la rivière aurait été détaillée jusqu'à la moindre bulle, ce qui n'est pas le cas.
Le court métrage est intégré dans l'épisode Magic and Music diffusé en 1958 dans Disneyland au côté de Bumble Boogie, lui aussi issu de Mélodie Cocktail (1948) et la séquence Symphonie Pastorale de Fantasia (1940).